# Bjurholm
Bjurholm é uma pequena cidade da província histórica de Ångermanland. Tem 1 030 habitantes (2020) e é a sede do município de Bjurholm, no condado da Västerbotten, situado no norte da Suécia. 
Bjurholm está localizada na proximidade do rio Öreälven, a 60 km a oeste da cidade de Umeå. Tem uma economia caracterizada pelo comércio e pelos serviços, assim como pela exploração florestal.